# Fukomys kafuensis
Fukomys kafuensis is een zoogdier uit de familie van de molratten (Bathyergidae). De wetenschappelijke naam van de soort werd voor het eerst geldig gepubliceerd door Burda, Zima, Scharff, Macholán & Kawalika in 1999.

## Voorkomen
De soort komt voor in de buurt van Itezhi-Tezhi in zuidelijk Zambia.